# 広瀬真二
広瀬 真二（ひろせ しんじ、1965年3月17日 - ）は、大分県出身の元プロ野球選手（投手）。

## 来歴・人物
臼杵高から、九州産業大学へ進むも中退し社会人野球のあけぼの通商入りするが、解散し九州三菱自動車を経て、1988年オフにドラフト外で福岡ダイエーホークスへテスト入団。
一軍公式戦への出場がないまま、1990年限りで現役を引退。引退後は、球団に残り打撃投手を務めた。
2005年に大分ソーリンズ野球倶楽部のテストに合格し、最年長選手となった。2006年に酒気帯び運転などの罪で逮捕。

## 詳細情報

### 年度別投手成績
- 一軍公式戦出場なし

### 背番号
- 66 （1990年）
- 115 （1991年）